# デジモンアドベンチャー tri.
『デジモンアドベンチャー tri.』（デジモンアドベンチャー トライ、DIGIMON ADVENTURE tri.）は、デジモンシリーズの劇場版作品、デジモンアドベンチャーシリーズの続編。通称『デジアドtri.』『デジモンtri.』。全6章で、2015年から2018年まで、3週間限定劇場上映・劇場限定版Blu-ray発売・有料配信の同時展開が行われていた。

## 概要
1999年放送のテレビアニメ『デジモンアドベンチャー』の6年後、2000年放送のテレビアニメ『デジモンアドベンチャー02』の3年後になる2005年を舞台に、高校生となった八神太一ら選ばれし子供たちを描く。
2014年8月1日に行われた、アニメ『デジモンアドベンチャー』生誕15周年記念のイベント「15th Anniversary Event 0801 in お台場 ─今、冒険が進化する─」において『デジモンアドベンチャー』シリーズの続編となる新シリーズの制作が発表された。
2015年5月6日、ニコニコ生放送（ニコ生）での『デジモンアドベンチャー』全話一挙放送の後に『tri.』のティザーPVが放送され、6章構成で劇場上映されることが明かされた。プロデューサー、監督、シリーズ構成、キャラクターデザインなどのスタッフは前作から一新されている。またパートナーデジモンの声優陣は全員続投、当初は八神太一役の藤田淑子の続投が検討されていたが持病の問題で藤田が辞退したため、選ばれし子供たちの声優陣は全員一新されている。
2016年4月3日に主題歌を担当した和田光司、同年5月17日に『無印』と『02』のテレビシリーズで空と裕子（八神兄妹の母）を演じた水谷優子が他界したため、第3章「告白」の冒頭で「和田光司さんと水谷優子さんに捧ぐ」というテロップが挿入された。
2019年には『デジモンアドベンチャー』放送20周年を記念して、「デジモンアドベンチャー LAST EVOLUTION 絆」の製作が決定。2020年2月21日に公開。これは、2018年7月29日に行われた、『デジモン感謝祭2018 -スペシャルミーティングin お台場-』において、発表されたもの。さらに、2018年12月22日に幕張メッセで行われた『ジャンプフェスタ2019』において、展示された東映アニメーションのブースにて、キャラクタービジュアルが明らかにされたもので、太一、ヤマト、空、光子郎、ミミ、丈、タケル、ヒカリが、それぞれ大人になったという設定。キャラクターデザインはテレビシリーズ同様、中鶴勝祥が担当し、デジモンのキャラクターデザインを渡辺けんじが行う。また、スーパーバイザーとして、このシリーズの初代プロデューサーである東映アニメーション所属の関弘美が参加する。『tri.』ではほとんど登場しなかった本宮大輔ら『02』の選ばれし子供たちとそのパートナーデジモンたちも登場する（選ばれし子供たちの声優陣は全員一新、パートナーデジモンの声優陣は全員続投）。長年デジタルモンスターシリーズの企画・原案を行っていたウィズは、2019年4月1日をもって、バンダイナムコグループ内再編を理由に、旧バンダイグループだったプレックスに吸収合併され、ウィズの商号は事実上消滅したため、『LAST EVOLUTION 絆』以降には関わっていない。
2020年4月5日からリメイク版・完全新作オリジナルアニメとして『デジモンアドベンチャー:』を放送。キャストは選ばれし子供たちの声優陣は全員一新、パートナーデジモンの声優陣はテイルモンを除き続投となる。

## ストーリー
第1章「再会」
物語の舞台は2005年の東京。デジタルワールドを冒険したかつての「選ばれし子供たち」は、今では高校生と中学生へと成長し、進路や恋に悩みながらも、平凡な日々を送っていた。
そんなある日、お台場に突如クワガーモンが出現し、街を破壊し始める。何もできずに立ち尽くす太一だったが、デジヴァイスが光り輝きアグモンが現れる。さらに、黒服の大人たちに連れられ、同じくパートナーデジモンと再会を果たした「選ばれし子供たち」が羽田空港に集結し、クワガーモンを撃退する。
黒服の男たちの正体は、各地で出現するデジタルワールドのゲートから出現するデジモンたちの対策のため、ゲンナイからの協力を得ながら密かに活動する独立行政法人の人間であり、太一たちの学校の非常勤講師の西島もその一人だった。彼らの調査によって、クワガーモンは何らかの理由により理性を失い凶暴化した「感染デジモン」であることが明かされる。
アメリカから帰国したミミも加わり、新たな戦いを前に意気込む「選ばれし子供」たちだが、現実世界での被害の大きさを目の当たりにした太一は悩み、ヤマトと仲違いしてしまう。その最中に、鳥取から転校してきた新たな「選ばれし子供」である望月芽心とそのパートナーのメイクーモンを狙ってアルファモンが出現する。葛藤の末、戦う決意を固めた太一はオメガモンの力でアルファモンを撃退する。しかし、改めて被害を目の当たりにした太一は迷いを振りきれていなかった。

第2章「決意」
アルファモンとの戦いから数日たってお台場は少しずつ復興が進んでいた。
ミミの一声で芽心とメイクーモンを連れて温泉テーマパークに向かうことになる。楽しいひと時を過ごす一同だが、丈だけは受験を理由に参加せず、苦悩する。
お台場に感染したオーガモンが現れ暴れまわる。テレビ局のヘリコプターが中継する中、ミミは光子郎の制止を聞かず立ち向かい、ヘリを墜落させてしまう。
レオモンのおかげで事なきを得るも、光子郎の指示を無視したミミは「自己中心的」だと責められてしまう。
丈とミミが悩みを抱える中、月島総合高校の文化祭当日にデジモンカイザー（謎の男）が出現し、メイクーモンを歪みの中に連れ去る。ゴマモンとパルモンがレオモンと協力してインペリアルドラモンに立ち向かうも歯が立たない。迷いを振り切り立ち向かう決意を固めた丈とミミはゴマモンをヴァイクモン、パルモンをロゼモンにそれぞれ究極進化させ、インペリアルドラモンを倒す。だが直後にメイクーモンが暴走しレオモンを殺害、歪みの中に姿を消す。その姿を見た姫川の口から語られたのは歪みや感染デジモンはメイクーモンが原因という衝撃の事実だった。

第3章「告白」
突然のメイクーモンの暴走に動揺する太一たち。その原因を知りたい光子郎は有効策を得られず芽心を問い詰めてしまう。芽心は何も言えずうなだれることしかできない。
感染を防ぐためにオフィスに隔離されたパートナーデジモンたちだが、パタモンに感染の兆候が見え始め、タケルも感染に気付く。アグモンたちはヒカリの体を借りたホメオスタシスを通して最後の手段である「リブート」を知り、少しでも太一たちと一緒にいられる時間を作る。
ようやくメイクーモンが感染の原因であることとリブートの存在を知った光子郎だったが、再び暴走したメイクーモンが出現する。太一たちは立ち向かうが、メイクーモンはメイクラックモンに変異し、アグモンたちは次々と感染して暴走し、遂にリブートへのカウントダウンが始まる。
唯一暴走を逃れたテントモンは光子郎に別れを告げるとヘラクルカブテリモンへ究極進化し、暴走したデジモンたちを何とか押さえこんだ隙にリブートが始まり、デジモンたちは歪みの中へ消えてしまう。太一たちはデジタルワールドへ向かう決意をし、苦悩する芽心を残してリブートされたデジタルワールドへ向かい、記憶を失い幼年期に退化していたデジモンたちと再会する。その様子を謎の男と姫川、そしてメイクーモンが見つめていた。

第4章「喪失」
リブートされたデジタルワールドへ向かい記憶をなくしたデジモンたちと再会する太一たちはそれでも絆を築こうとする。少しずつ打ち解けていく彼らだが、ピヨモンだけは空の優しさに不信感を抱き警戒心を露にする。ピヨモンに拒絶され傷ついた空に太一とヤマトはかける言葉も見つからない。
そんな中、芽心のことを覚えていたメイクーモンが出現し、太一たちはメイクーモンと芽心を会わせることを決める。しかし、ムゲンドラモンが出現し彼らはバラバラに飛ばされてしまう。砂漠で芽心と会った空はともに一晩過ごすことに。
一方、現実世界で姫川の行方を探る西島の前にハックモンが現れてゲンナイが闇に捕らわれ動けないことと姫川がイグドラシルを通じてリブートが起きるように仕向けていたことを知る。実は西島と姫川は太一たちの前の選ばれし子供たちで、ダークマスターズとの戦いの中で姫川のパートナーデジモンのバクモンが犠牲となっていた。全ては姫川がバクモンともう一度会うために仕組まれていたことだった。姫川はリブートされたデジタルワールドでついにバクモンと再会するが、バクモンは何も覚えていないために姫川を拒絶する。
歪みを利用し何とか合流を果たす彼らだが、謎の男がメタルシードラモンとムゲンドラモンを率いて襲い掛かってくる。太一とヤマトはアグモンをウォーグレイモン、ガブモンをメタルガルルモンに究極進化させ、メタルシードラモンを倒す。空とピヨモンも絆を取り戻し、ピヨモンをホウオウモンに、光子郎はテントモンをヘラクルカブテリモンに、タケルはパタモンをセラフィモンに究極進化させ、ムゲンドラモンを倒す。だが、謎の男がわざと芽心を痛めつける姿に再び暴走したメイクーモンはメイクラックモンに変異してしまう。

第5章「共生」
芽心が謎の男に痛めつけられる姿を見てメイクーモンはメイクラックモンに変異し暴走してしまう。メイクーモンが生まれてはいけないデジモンと聞かされてうなだれる芽心。
現実世界の西島と望月教授の前にハックモンが姿を現し、メイクーモンは世界を壊す鍵、ホメオスタシス自身が強大になりすぎたメイクーモンを切り捨てようとしていることを告げる。メイクラックモンの暴走によってデジモンたちは世界中に次々と出現、現実世界の崩壊のカウントダウンが始まる。太一たちはデジタルワールドから疎外され、現実世界に戻されてしまう。デジモンを連れていることで人々から追われる中、身元引き取り人となった西島の助けで月島総合高校に泊まることに。
そのころ、バクモンに拒絶された絶望から心が壊れた姫川は、デジタルワールドをさまよううちにダゴモンの海に引きずり込まれ、姿を消してしまう。
翌日に出現したメイクラックモンはラグエルモンに変異。ホメオスタシスに命じられメイクーモンを排除しようとするジエスモン、メイクーモンを救おうとする太一たち、イグドラシルに命じられメイクーモンを利用し世界を滅ぼそうとするアルファモンとの対立が始まり、歪みを使いデジタルワールドへ向かった太一たちは、ラグエルモンを交えた四つ巴の戦闘になり、太一たちは誰と戦っているかわからなくなっていく。絶望した芽心は「メイちゃんを殺して」と告げ、承諾する太一にヤマトは反発。戦いの中で起きた地割れに太一と西島は飲み込まれ、兄を失い絶望するヒカリの悲しみの心に反応するようにテイルモンはオファニモン：フォールダウンモードに暗黒進化しラグエルモンと合体、オルディネモンに変異してしまう。

第6章 「ぼくらの未来」
オルディネモンの誕生でイグドラシルの思惑通り現実世界の崩壊が始まろうとする。太一の生死が分からないながらも、ヤマトたちは戦い続けると決意し歪みから現実世界に戻る。
出現したオルディネモンを止めようとするも、圧倒的な強さに究極体が束になっても全く歯が立たない。そこにハックモンが現れ、ホメオスタシスがオルディネモンを処分するために現実世界を巻き込んでリブートを起こすと告げる。リブートとは現実世界の電子機器すべてをリセットすることだった。それによって引き起こされる現実世界の危機を予期した光子郎は反対し、他の方法を探そうとする。
一方、デジタルワールドの研究施設で目覚めた太一と西島は生命維持装置に捕らわれてコールドスリープにされていた大輔たちとゲンナイを発見するも、謎の男の策略によって、研究施設は爆破寸前に陥ってしまう。重症の西島は太一を最後の装置に誘導すると、感染デジモンを初めとする事の真相を告げ、太一たちに大人になった自分たちの希望を託して現実世界に戻すと同時に爆破に巻き込まれ命を落とす。
失意のヒカリは現実世界で寝込んでしまい、その夢の中でウィザーモンにテイルモンのところへ導かれ、テイルモンから「すべての光はメイクーモンの中に」という言葉を聞く。光子郎はメイクーモンがすべてのデジモンのバックアップデータを内包していると気づくと、芽心にパスワードを入力させ、同時にデジモンたちの記憶を取り戻し、子供たちの意志を汲んだジエスモンによってオルディネモンからテイルモンが切り離され現実世界のリブートも中止される。
しかし、テイルモンが切り離されても暴走を止めないオルディネモン。帰還した太一はメイクーモンを救うには倒すしかないと判断し、ヒカリも覚悟を決めテイルモンをホーリードラモンに究極進化させ、彼らの決意がオメガモンをマーシフルモードに変化させ、圧倒的な強さでオルディネモンを葬り去る。メイクーモンは芽心に別れを告げ消滅し、現実世界もデジタルワールドも静けさを取り戻す。
芽心が鳥取に帰って三か月後、太一たちはそれぞれの未来に向けて歩みだしていた。

## 登場キャラクター
俳優は舞台版でのキャスト。

### 選ばれし子供たち
芽心以外は6年前の夏にデジタルワールドを救うために活躍した8人。今作ではデジモンに対する否定的な社会の風潮に全員が反感を抱くが、太一や光子郎はそれが当然であると受け入れている。そのためにチームワークに亀裂が生じる、未だに選ばれし子供たちであり続けることへの悩みなど彼らの紋章ひいては個性ゆえの挫折や葛藤などのピンチに見舞われる。
八神 太一（やがみ たいち）
声 - 花江夏樹
演 - 松本岳
本作品の主人公。月島総合高校に通う2年生でヒカリの兄。空とは幼馴染で同じクラスの同級生。
小学生のころからサッカー部に所属しているが、進路に悩んでいる一面も。持ち前のリーダーシップは本作品でも健在だが、成長に伴って視野が広がったために慎重になり、現実世界での被害を目の当たりにし、戦うことに葛藤を覚え始める。
以前のゴーグルに代わり光子郎が発明した多機能式ゴーグルが渡されているものの、あまり使用していない。
6章のエピローグでは西島の最期の言葉に影響を受け、進路を変え予備校に通っている。
石田 ヤマト（いしだ ヤマト）
声 - 細谷佳正
演 - 橋本祥平
月島総合高校の2年生でタケルの兄。
『02』からバンドを組んでいたが、音楽性の違いで解散し、現在はバンド「KNIFE OF DAY」を結成しベースとボーカルをしている。太一とは信頼しあっているが、戦いに迷いが生じる太一に苛立ちを覚え、99年とは逆の立ち位置で意見が衝突するようになる。
武之内 空（たけのうち そら）
声 - 三森すずこ
演 - 森田涼花
月島総合高校の2年生で太一とは幼なじみで同じクラス。かつて母親と仲違いをしていたが、現在は和解し華道を継ぐよう励んでいる。優しく面倒見がよく、芽心にも「お母さんみたい」と言われた。
4章で記憶を失ったピヨモンに冷たい態度を取られてしまい、かなり落ち込んでしまう。6章のエピローグでは髪を短く切っている。
太一の練習試合とヤマトのライブを両方とも見に行こうとするなど、事実上の三角関係になっており、ミミから茶化されることもあった。
泉 光子郎（いずみ こうしろう）
声 - 田村睦心
演 - 上村海成
月島総合高校の1年生でミミとは同じクラスの同級生。アメリカのベンチャー企業の仕事を手伝っており、オフィスも構えている。
今作でも卓越した頭脳で戦いの活路を見出すべく奮闘する。そのため、徹夜が続きオフィスに籠って寝不足がちになって丈に注意されている。
自分のクラスに編入してきたミミに好意を寄せる描写があり、タケルにファッションのアドバイスを求めたこともある。ただしミミが自分の待機命令を無視したときは厳しく窘めた。
太刀川 ミミ（たちかわ ミミ）
声 - 吉田仁美
演 - 田上真里奈
月島総合高校の1年生。
アメリカで暮らしていたが、1章の途中から父親の仕事の都合で帰国し、光子郎と同じクラスになる。そのためか光子郎のことを気になる描写がある。
99年の夏で見られたような、自己中心的な言動や行動の他、歌の特技や独特の味覚も健在。無印・『02』では先輩には敬語を使っていたが、今作では対等な口調で会話をしている。
デジモンへの批判には8人の中で最も憤りを覚え、それが裏目に出てしまい光子郎に窘められる。そのため、対等な口調での会話により、光子郎の言った通りに芽心の事実がバレてしまった。
『LAST EVOLUTION 絆』では無印・『02』と同様、対等な口調で会話をしていないものの、エオスモンのクローンによって操られている。
城戸 丈（きど じょう）
声 - 池田純矢
演 - 小松準弥
都内の進学校に通う高校3年生。医学部受験を控え、猛勉強中だが成績は思い通りに上がらずに悩む。
『02』では伊織に「選ばれし子供といっても、自分たちが選んでいる」と言っていたが、今作では「選ばれし子供たち」であることを余儀なくされることや戦いに消極的で見て見ぬふりをする自分を卑怯者と悩んでいる。そのため、序盤は仲間たちと行動を共にしておらず、ゴマモンのみ集まりに参加していた。
彼女がいるらしいが、仲間たちからは全く信じてもらえずにいる。『02』では髪を伸ばしていたが、今作では髪を短く切っている。
高石 タケル（たかいし タケル）
声 - 榎木淳弥
演 - 野見山拳太
ヤマトの弟。お台場中学2年生。緑色のD-3の持ち主。旧姓石田、「タケル」の漢字表記は「岳」。一人称は「僕」だが、第3章のみ「俺」。
ヒカリとは6年前の冒険からの知り合いだったので仲がよく、気になっている模様。
第6章では戦闘に参加せずに太一が生死不明になって意気消沈するヒカリに付き添い、リブートで記憶が初期化されたパタモンからもそういった仲と思われる描写があった。
無印時代の泣き虫な性格とは打って変わって、『02』時代同様大人びており、女性を無自覚に口説くなど相変わらず。
八神 ヒカリ（やがみ ヒカリ）
声 - M・A・O
演 - 重石邑菜
太一の妹。お台場中学2年生。桃色のD-3の持ち主。太一が所属するサッカー部員のマドンナ的存在になっている。
タケルとは6年前の冒険からの知り合いだったので仲がよく、タケルのことが気になる描写がある。最近はコンビニアイスにはまっている。
『02』時代から趣味として始めた写真を今でも続けている。
今作でもホメオスタシスのメッセンジャーとされるが、今回はそれを自分の意志ではねのけるも後にそれが太一が命の危険にさらされ、オルディネモン出現の遠因となったことからイグドラシルの使者である謎の男から「破滅を呼ぶ不吉な女神」と嘲笑された。
望月 芽心（もちづき めいこ）
声 - 荒川美穂
月島総合高校の2年生。太一、空とは同じクラスの同級生。鳥取から引っ越してきたため、たまに方言で話す。
恥ずかしがりやで引っ込み思案な性格。好物は天ぷら。
インペリアルドラモンを退けた直後、メイクーモンの暴走で突然デジヴァイスが黒く染まってしまう。
メイクーモンとの出会いは小学5年生（1999年）の秋頃ではじめから感染の原因と知っていた。

### パートナーデジモン
第3章でメイクーモンを経由してパタモンが感染し、それに伴って次々と感染してテントモン以外が暴走。暴走を阻止するべく最後の手段としてリブートが行われるが、その代償としてアグモンたちは幼年期に退化すると共にこれまでの記憶を全て失ってしまう。
第6章でメイクーモンが全てのデジモンのデータを内包していると気づいた光子郎が芽心にパスワード「DANDAN」を入力させることで全ての記憶を取り戻した。
アグモン
声 - 坂本千夏
成長期／爬虫類型デジモン・ワクチン種
太一のパートナーデジモン。食いしん坊な性格は無印のころと変わらず、分からない単語に対して全て食べられるか聞いたり、ご飯のすぐ後にお腹が空いたと言っていたりして、テイルモンに怒られたり、突っ込まれていた。太一曰く「食べられるものなら何でも好き」。必殺技は「ベビーフレイム」。
進化：コロモン→アグモン→グレイモン→メタルグレイモン→ウォーグレイモン→オメガモン→オメガモン マーシフルモード
ガブモン
声 - 山口眞弓
成長期／爬虫類型デジモン・データ種
ヤマトのパートナーデジモン。毛皮を被っているが、アグモンと同じ爬虫類型デジモン。相変わらず、毛皮を脱ぐことは嫌がる。第4章で記憶を失った後は臆病な性格なのか、他のみんなより太一たちを怖がっていた。必殺技は「プチファイヤー」。
進化：ツノモン→ガブモン→ガルルモン→ワーガルルモン→メタルガルルモン→オメガモン→'オメガモン マーシフルモード
ピヨモン
声 - 重松花鳥
成長期／雛鳥型デジモン・ワクチン種
空のパートナーデジモン。空に甘えている描写が多い。リブートにより記憶を失った第4章では優しい空に不信感を抱き警戒し、彼女に対して非常に冷たい態度を取って傷つけてしまう。必殺技は「マジカルファイヤー」。第4章で究極進化を果たす。
進化：ピョコモン→ピヨモン→バードラモン→ガルダモン→ホウオウモン
テントモン
声 - 櫻井孝宏
成長期／昆虫型デジモン・ワクチン種
光子郎のパートナーデジモン。関西弁でユーモラスのある一面は相変わらず。オフィスに集まる仲間たちのためにお茶やお菓子の用意などをしている。第4章で記憶を失ってしまっても、光子郎のことを理解し、仲良くなっていた。必殺技は「プチサンダー」。第3章で究極進化を果たす。
進化：モチモン→テントモン→カブテリモン→アトラーカブテリモン→ヘラクルカブテリモン
パルモン
声 - 山田きのこ
成長期／植物型デジモン・データ種
ミミのパートナーデジモン。ミミに似てマイペースで喜怒哀楽のある性格。必殺技は「ポイズンアイビー」。第2章で究極進化を果たす。
進化：タネモン→パルモン→トゲモン→リリモン→ロゼモン
ゴマモン
声 - 竹内順子
成長期／海獣型デジモン・ワクチン種
丈のパートナーデジモン。丈との凸凹コンビのような掛け合いは今作でも健在。丈のために夜食のラーメンを作ったりしている。必殺技は「マーチングフィッシーズ」。第2章で究極進化を果たす。
進化：プカモン→ゴマモン→イッカクモン→ズドモン→ヴァイクモン
パタモン
声 - 松本美和
成長期／哺乳類型デジモン・ワクチン種
タケルのパートナーデジモン。大きな耳を羽根のようにして飛ぶことができるが、早く飛ぶのは苦手。一番最初に感染し、タケルの腕を噛んでしまった。今作では男の子のような性格にしているが、寝ているときも女の子に見えている。必殺技は「エアショット」。
第4章で記憶を失った後も無邪気な性格は変わらず、テイルモン（ニャロモン）が持っていた笛の音を気に入って吹いていた。第4章で究極進化を果たす。
進化：トコモン→パタモン→エンジェモン→ホーリーエンジェモン→セラフィモン
テイルモン
声 - 徳光由禾
成熟期／聖獣型デジモン・ワクチン種
ヒカリのパートナーデジモン。ネコのようだが、れっきとしたネズミ型のデジモン。見た目は小柄だが、れっきとした成熟期。普段から成熟期を維持できるパワーを持つが、本作品では完全体以降に進化すると幼年期に退化するようになる。必殺技は「ネコパンチ」。
一人称は「私」。ヒカリを待ち続け、成長期のプロットモンに進化してからはヒカリを探すため旅をしていたが、ヴァンデモンに捕らえられ、部下として虐待されながら過ごすうちにヒカリを待ち続けていた過去の記憶を失ってしまっていた。だがテイルモンを命の恩人と慕うウィザーモンの尽力によりヒカリのパートナーとして目覚める。
第4章で記憶を失った後もヒカリの笛を大切にしており、笛についていた匂いとヒカリの匂いが一緒だと気付き、落ち着くと真っ先に警戒を解いていた。
第5章でヒカリの悲しみの心に反応してオファニモン：フォールダウンモードに暗黒進化してしまい、ラグエルモンと合体してしまう。
第6章でジエスモンによってオルディネモンから救出され、ホーリードラモンに究極進化を果たす。
進化：ニャロモン→プロットモン→テイルモン→エンジェウーモン→ホーリードラモン（第6章） / オファニモン：フォールダウンモード（暗黒進化）→オルディネモン
メイクーモン
声 - 森下由樹子
成熟期／種族不明・属性不明
芽心のパートナーデジモン。彼女からは「メイちゃん」と呼ばれている。
鳥取弁のような感じの方言と語尾に「だがん」を付けて喋っており、これは芽心のポロっと出る方言の真似をしている。
第2章で芽心のデジヴァイスが黒く染まった直後にレオモンを殺して歪みの中へ去って行った。姫川曰く歪みの発生や感染デジモンが現れた原因。
第3章でメイクラックモンに変異し、パートナーデジモンたちの感染を広げるが、ヘラクルカブテリモンに抑え込まれている隙にリブートされメイクーモンに戻った。
第4章で芽心と再会し、芽心に自分の怒りをぶつけてしまう。芽心が胸の内を明かしたことで暴走は止まったかに見えたが、謎の男が芽心を人質にしてわざと痛めつける姿にメイクラックモンに変異してしまう。
第5章でアポカリモンのデータの破片を内側に宿す闇の部分を内包していたことと芽心によって力が抑えられていたが、暴走状態になったことがハックモンによって語られた（感染デジモンではなく、世界を壊す恐ろしい存在だった）。メイクラックモンからラグエルモンに変異し、オメガモンとの闘いの末、暗黒進化したオファニモン：フォールダウンモードを合体させオルディネモンに変異してしまう。
第6章でテイルモンが切り離されても暴走を止めず、太一はメイクーモンを救うには倒すしかないと判断し、進化したホーリードラモン、マーシフルモードになったオメガモンによって止めを刺され、自らも芽心に別れを告げ、消滅した。本作品における事実上最後の敵となった。
監督元永慶太郎が自身の飼い猫メインクーンから考案したデジモンである。
変異：メイクーモン→メイクラックモンVM（ヴィシャスモード）→ラグエルモン→オルディネモン

### かつての選ばれし子供たちとパートナーデジモン
太一たちの前の選ばれし子供だが、正確な年代は不明。彼らがかつて火の壁の向こうからやって来た存在を退けた選ばれし子供たちかは不明であるが、少なくとも彼らの代の敵にダークマスターズがいた。各パートナーデジモンはダークマスターズとの戦いで完全体に進化しており、ダークマスターズに追い詰められるが、バクモンの犠牲で四聖獣に進化し（どれに進化したかは不明）ダークマスターズを撃退した後、どこかに姿を消した。決断できた太一たちとは対照的に彼らは流されるまま決断できなかった人たちとして描かれる。
西島 大吾（にしじま だいご）
声 - 浪川大輔
太一のクラスの副担任である非常勤講師。担当教科は書道。本職は独立行政法人、国立情報処理局情報通信戦略課情報管理科二級管理担当官。
先代の選ばれし子供たちの一人で、そのリーダー的存在だった。パートナーデジモンはベアモン。
甘党で猫舌。楽観的な性格で、よく姫川の尻に敷かれている。普段は半袖に白衣に半ズボンだが、本職では黒いスーツを着用している。
太一たちに感染デジモンの対処を頼む。
第5章で太一と共に地割れに飲み込まれる。
第6章で研究施設にいたが、太一を助けたため出血していた。太一に真実を告げた直後に謎の男によって研究施設は爆破寸前に陥り、太一を最後の生命維持装置に誘導し、自らは爆破に巻き込まれ犠牲となった。
姫川 マキ（ひめかわ マキ）
声 - 甲斐田裕子
太一ら「選ばれし子供たち」の前に現れた女性。西島の同僚。役職は管理官。西島とは幼なじみであり、元恋人。常に眉間に皺を寄せ、厳しい雰囲気を身に纏っている。
先代の選ばれし子供の一人。ダークマスターズとの戦いでパートナーデジモンのバクモンが犠牲になっている。その後はバクモンと再会する手立てを探し、手段を選ばずイグドラシルと結託し（正確に言えばバクモンに会いたい気持ちを利用された）選ばれし子供たちを利用。
メイクーモンを利用してリブートが起こるように仕向け、自らデジタルワールドに向かってバクモンと再会を果たすが、デジヴァイスを持っていた選ばれし子供たちとは違い、記憶がなかったため拒絶されてしまい、それを受け入れず精神が狂っていく。その後、失意のままにデジタルワールドをさまよううちに量子の海に迷い込み、そのまま海中に消えていった。監督の元永慶太郎はそのまま量子に分解されて消えていくだろうとメモリアルブックのインタビューで答えている。
バクモン
声 - 石原夏織
成長期／聖獣型デジモン・ワクチン種
第4章に登場。姫川のパートナーデジモン。回想からメガドラモンに進化していた模様。
リブートによって復活するも記憶がないため姫川を「知らない」と拒絶した。
ベアモン
成長期／獣型デジモン・ワクチン種
第5章の回想に登場。西島のパートナーデジモン。
第4章の回想からローダーレオモンに進化していた模様。進化がバイフーモンになる可能性がある。
オロチモン
完全体／魔竜型デジモン・ウィルス種
第4章の回想に登場。回想からシェンウーモンに進化していた。
トリケラモン
完全体／角竜型デジモン・データ種
第4章の回想に登場。
進化がチンロンモンになる可能性がある。後の『デジモンアドベンチャー02』で登場した個体かどうかは不明。
ヒポグリフォモン
完全体／幻獣型デジモン・データ種
第4章の回想に登場。
進化がスーツェーモンになる可能性がある。

### ボス級デジモン
アルファモン / アルファモン:王竜剣
究極体／聖騎士型デジモン（アルファモン）NO DATA（アルファモン：王竜剣）・ワクチン種/必殺技・究極戦刃王竜剣、デジタライズ・オブ・ソウル
第1章に登場。イグドラシルの使者。イグドラシルの計画に気付いた大輔たちを倒した。メイクーモンを狙って現れ、オメガモンと戦闘し姿を消す。第3章の終盤にてジエスモンと争っていた。第5章で再び出現しジエスモンと対決した。
設定上ではオウリュウモンとジョグレスしなければ使用できないが、本作品では単独で必殺技の究極戦刃王竜剣を使用する。
インペリアルドラモン / インペリアルドラモン ファイターモード
究極体／古代竜型デジモン（インペリアルドラモン）古代竜人型デジモン・（インペリアルドラモン ファイターモード）フリー種・/必殺技・メガデス、ギガデス
第2章に登場。『デジモンアドベンチャー02』で登場した個体かどうかは不明で、謎の空間に現れ、パルモンやゴマモンに襲いかかるが、究極進化したロゼモンとヴァイクモンに敗れた。
ムゲンドラモン
究極体／マシーン型デジモン・ウィルス種/必殺技・∞キャノン
ダークマスターズの一員。『デジモンアドベンチャー』の終盤で選ばれし子供たちと戦い敗れた。過去にも先代選ばれし子供たちを追い詰めたが、四聖獣に退けられる。
第4章に登場。謎の男と共に選ばれし子供たちに襲い掛かるが、ホウオウモン、セラフィモン、ヘラクルカブテリモンに敗れた。
メタルシードラモン
究極体／サイボーグ型デジモン・データ種/必殺技・アルティメットストリーム
ダークマスターズの一員。ムゲンドラモンと同じ、過去で選ばれし子供達と戦い敗れた。
第4章に登場。謎の男と共に選ばれし子供たちに襲い掛かるが、ウォーグレイモンとメタルガルルモンに敗れた。
ピエモン
究極体／魔人型デジモン・ウィルス種/必殺技・トランプソード
第4章の回想に登場。ダークマスターズのリーダー。
ピノッキモン
究極体／パペット型デジモン・ウィルス種/必殺技・ブリットハンマー
第4章の回想に登場。ダークマスターズの一員。
デビモン
成熟期／堕天使型デジモン・ウィルス種/必殺技・デスクロウ
第6章に登場。イビルモンと共に歪みから現れ、ホーリーエンジェモンに襲い掛かった。
エテモン
演 - オレノグラフィティ
完全体／パペット型デジモン・ウィルス種/必殺技・ラブセレナーデ、ダークスピリッツ
舞台版に登場。過去に選ばれし子供たちと戦い敗れた。その後、復讐するためにメタルエテモンとして生まれ変わるも同じく敗北する。

### その他のデジモン
ハックモン / ジエスモン
声 - 武内駿輔
成長期／小竜型デジモン・データ種→究極体／聖騎士型デジモン・データ種
正体不明のデジモン。太一たちの動向を監視し、彼らの前にたびたび姿を現す。謎めいた行動の裏には、デジタルワールドの秘密にもつながるある意図が隠されているらしい。
第3章の終盤でデジタルワールドにてジエスモンに究極進化しアルファモンと争っていた。
第4章でホメオスタシスの使者であることが判明し、姫川の行方を追う西島の元に現れ真実を告げる。
第5章でメイクーモンを排除に動きだし、メイクーモンを救おうとする太一たちやアルファモンと対立する。
第6章でハックモンの姿で選ばれし子供たち（太一、タケル、ヒカリ除く）と対面。オルディネモンからテイルモンを切り離した。
クワガーモン
成熟期／昆虫型デジモン・ウィルス種
第1章に登場。突如現実世界に現れ、街や空港を破壊し暴れ回る。3体登場。
グレイモン曰く「以前戦った時より強くなっている」とのことで実際に一対一ではグレイモンやガルルモンを圧倒するほどにもなった。
レオモン
声 - 平田広明
成熟期／獣人型デジモン・ワクチン種
第2章に登場。感染したオーガモンを連れ戻すために現実世界へ現れ、その後選ばれし子供たちと接触する。無印で消滅したレオモンの転生した個体かどうかは不明だが、一応太一たち選ばれし子供たちのことは知っている様子だった。
リアルワールドに滞在中はアグモンたちと光子郎のオフィスでお世話になっていた。しかし、暴走するメイクーモンの不意打ちを食らった後、爪で引き裂かれて消滅してしまう。現実世界で死亡したため、はじまりの街で生まれ変わるかは不明となっている。
オーガモン
成熟期／鬼人型デジモン・ウィルス種
第2章に登場。感染デジモンとして現実世界に現れるが、レオモンに抑えられてデジタルワールドへと戻される。無印で登場したオーガモンと同個体かどうかは不明となっている。
エレキモン
声 - 高戸靖広
成長期／哺乳類型デジモン・データ種
始まりの町で暴走するオーガモンから幼年期デジモンやデジタマを守っていた。無印に登場した時と同じ声だが、同一個体かは不明である。第4章では左足を怪我したタケルの手当を行った。
ナノモン、ゴーレモン、タンクモン、ゴリモン、アノマロカリモン、レアモン、マンモン
第5章で歪みの影響で現実世界に姿を現した7体のデジモン。
ドリモゲモン、ドクグモン
第5章でデジタルワールド内で太一たち選ばれし子供たちに襲い掛かった2体のデジモン。
ファントモン、ダークティラノモン、コカトリモン
第6章で歪みの影響で現実世界に姿を現した3体のデジモン。
イビルモン
成熟期／小悪魔型デジモン・ウィルス種
第6章に登場。歪みの中から複数体現れ、タケルとヒカリに襲い掛かった。
ウィザーモン
成熟期／魔人型デジモン・データ種
第6章に登場。6年前にヴァンデモンからヒカリとテイルモンを庇い死亡。本作品では後ろ姿のみ登場し、失意のヒカリをテイルモンのもとへ導いた。

### 選ばれし子供達の家族
八神 裕子（やがみ ゆうこ）
声 - 重松花鳥
八神兄妹の母親。第1章から登場。アグモンやテイルモンを「アグちゃん」「テイルちゃん」と呼んで親しくなっており、可愛がっている。
八神 進（やがみ すすむ）
声 - 千葉進歩
八神兄妹の父親。第6章に登場。冷静さは健在。
泉 政実（いずみ まさみ）
光子郎の養父。第1章から登場。台詞は無い。結婚記念日を祝っていた。
泉 佳江（いずみ かえ）
光子郎の養母。第1章から登場。台詞は無い。結婚記念日を祝っていた。
城戸先生
丈の父。第2章から登場。息子たちに対して理解のある父親。
丈の母
声 - 重松花鳥
第2章から登場。
望月教授
声 - 青山穣
芽心の父親。デジモンの研究員。第3章から登場。メイクーモンの本質を知り芽心に預けたことを後悔した。
芽心の母
声 - 吉田仁美
第3章から登場。

### デジタルワールド関連
ホメオスタシス
声 - M・A・O（ヒカリの体を借りているため）
世界の安定を望み、イグドラシルとは対立関係にある。
第3章でヒカリの体を借りて感染デジモンによるデジタルワールドの危機を回避する方法は大きな犠牲が必要だと伝えた。
第4章の回想では姫川の体を借りていた。
第5章でメイクーモンを危険とみなし排除する判断を下し、メイクーモンを救おうとする太一たちに邪魔をするなと警告したが、ホメオスタシスによって体を借りていたヒカリの悲しみの心に反応してオファニモン：フォールダウンモードに暗黒進化してしまい、ラグエルモンと合体させオルディネモンに変異してしまう。
第6章でヒカリの悲しみの心に反応した妨害により、オルディネモンを排除するために、（太一たちを含む）現実世界でリブートを起こそうとしたが、パートナーデジモンが記憶を取り戻しジエスモンがテイルモンを切り離したため中止にさせた。
イグドラシル
今回の事件の黒幕である存在。デジモンと人間の共存を拒み、世界の崩壊を目論んでいる。ホメオスタシスとは対立関係にある。
第6章のエピローグでホメオスタシスによって強制シャットダウンされた。
謎の男
声 - 平田広明
第2章から登場。ゲンナイの姿をしているが、別人である。現実世界ではデジモンカイザーのアバターで登場する。イグドラシルの指揮で行動する。
残虐な性格でイグドラシル同様デジモンと人間の共存を拒み、世界の崩壊を目論んでいる。歪みから現れ、メイクーモンを連れ去り、インペリアルドラモンをけしかける。
ヴァイクモンとロゼモンにインペリアルドラモンが倒された後、不敵な笑みを浮かべ歪みの中へ去っていった。
第4章においては、メイクーモンの暴走を成し遂げた。
第6章でオルディネモンが倒された後、データを回収し歪みに姿を消した。その際にデーモンやディアボロモンの存在を口にしている。
ゲンナイ
太一たちがデジモンワールドで世話になった老人（本来は青年）。西島達の協力者で、感染デジモンの情報を伝える。イグドラシルに捕まり、大輔達共々生命維持装置の中で昏睡状態にされていた。
第6章で昏睡状態から目覚めたため、大輔達と共に、太一と西島によって救出された。

### その他の選ばれし子供たち
三年前に活躍した選ばれし子供たち。第1章冒頭にて何者かに敗れ倒れていく場面があったが、第6章でデジタルワールドの研究施設のところに捕らわれて昏睡状態にされていたことが判明。後に太一と西島によって救出された。全員シルエットのみ登場で、声の出演は無し。また、大輔達のパートナーデジモンは未登場。
本宮 大輔（もとみや だいすけ）
年齢 - 14歳
『デジモンアドベンチャー02』の主人公。太一が所属したサッカー部の後輩で、太一から授かったゴーグルを着用している。青いD-3の持ち主で、パートナーはブイモン。
井ノ上 京（いのうえ みやこ）
年齢 - 15歳
光子郎が所属したパソコン部の後輩で、『02』のメンバーでは最年長。赤いD-3の持ち主で、パートナーはホークモン。
火田 伊織（ひだ いおり）
年齢 - 12歳
『02』のメンバーでは最年少。黄色いD-3の持ち主で、パートナーはアルマジモン。
一乗寺 賢（いちじょうじ けん）
年齢 - 14歳
かつてのデジモンカイザー。黒いD-3の持ち主で、パートナーはワームモン。

### その他
ナレーション
声 - 平田広明
本作品のナレーション。その正体は『02』にて大人になったタケル。
TVアナウンサー
声 - 松澤千晶

## スタッフ
- 製作 - 高木勝裕
- 企画 - 森下孝三
- 原案 - 本郷あきよし
- 監督 - 元永慶太郎
- シリーズ構成 - 柿原優子
- キャラクターデザイン - 宇木敦哉
- アニメーションキャラクターデザイン - 筱雅律
- アニメーションディレクター、アニメーションデジモンデザイン（2） - 伊藤浩二
- サブキャラクターデザイン - 渡辺浩二（2）
- 総作画監督 - 小丸敏之（1）、高田晴仁（1）、渡辺浩二
- アートディレクター - 大竹俊介
- プロップデザイン - 岩畑剛一、鈴木典孝、山本浩憲（6）
- 設定考証 - 鈴木義昭
- 色彩設計 - 漆戸幸子
- 美術設定、美術監督 - 長岡慎治
- コンポジットディレクター - 難波史
- 編集 - 櫻井崇
- 音楽 - 坂部剛
- 音響監督 - えびなやすのり
- 音響プロデューサー - 髙井琢磨
- 音楽プロデューサー - 松井伸太郎
- アニメーションプロデューサー - 櫻井崇、山本清（1）
- チーフプロデューサー - 鈴木篤志、東伊里弥
- プロデューサー - 新井修平（1–4）、村上真喜子、西田徹、本川耕平、井上貴博（3–5）、木下陽介（5–6）
- アニメーション制作協力 - 颱風グラフィックス
- 配給 - 東映アニメーション、東映
- 企画・製作 - 東映アニメーション

## 音楽
主題歌「Butter-Fly〜tri.Version〜」
作詞・作曲 - 千綿偉功 / 編曲 - 玉木千尋 / 歌 - 和田光司
挿入歌「brave heart〜tri.Version〜」
作詞 - 大森祥子 / 作曲 - 太田美知彦 / 編曲 - 宮﨑歩 / 歌 - 宮崎歩
挿入歌「Together as one」
作詞 - 渡部紫緒 / 作曲 - 佐藤晃 / 歌 - テイルモン（徳光由禾）
エンディングテーマ
「I wish〜tri.Version〜」（第1章）
作詞 - 三浦徳子 / 作曲 - 白川善久 / 編曲 - 松浦雄太 / 歌 - AiM
「Seven〜tri.Version〜」（第2章）
作詞・作曲 - 小山晃平 / 編曲 - 渡部チェル / 歌 - 和田光司 / コーラス - 宮崎歩・AiM
「僕にとって」（第3章）
作詞・作曲 - Junxix / 編曲 - かずぼーい / 歌 - KNIFE OF DAY（石田ヤマト（細谷佳正））
「keep on〜tri.Version〜」（第4章）
作詞 - NK / 作曲 - 木根尚登 / 編曲 - 松浦雄太 / 歌 - AiM
「アイコトバ」（第5-6章・#22–25）
作詞 - 山田ひろし / 作曲 ・ 編曲 - 太田美知彦 / 歌 - 宮崎歩 ・AiM
「Butter-Fly〜tri.Version〜」（第6章・#26）
作詞・作曲 - 千綿偉功 / 編曲 - 玉木千尋 / 歌 - 選ばれし子どもたち、デジモンシンカーズ、宮崎歩、AiM with 和田光司

## 各章リスト
| 章数  | 話数                | サブタイトル | 脚本                                  | 絵コンテ                                         | 演出                                                   | 作画監督 | 総作画監督                 | 先行上映時間                | 劇場上映日 配信開始日 | BD/DVD発売日    | BD/DVD発売日           | BD/DVD発売日   | 放送時間                        | 放送局       |
| 章数  | 話数                | サブタイトル | 脚本                                  | 絵コンテ                                         | 演出                                                   | 作画監督 | 総作画監督                 | 先行上映時間                | 劇場上映日 配信開始日 | 劇場限定BD      | 一般販売BD 一般販売DVD | BD BOX DVD BOX | 放送時間                        | 放送局       |
| ----- | ------------------- | ------------ | ------------------------------------- | ------------------------------------------------ | ------------------------------------------------------ | --- | -------------------------- | --------------------------- | --------------------- | --------------- | ---------------------- | -------------- | ------------------------------- | ------------ |
| 第1章 | #01 #02 #03 #04     | 再会         | 柿原優子 広田光毅 鈴木貴昭 綾奈ゆにこ | 岩畑剛一 元永慶太郎                              | 江口大輔 松村樹里亜                                    | 近藤優次、松本朋之 牧内ももこ、南伸一郎 | 小丸敏之 高田晴仁 渡辺浩二 | 2015年 10月23日 19:30 20:00 | 2015年 11月21日       | 2015年 11月21日 | 2015年 12月18日        | 2020年 2月4日  | 2016年 7月31日 日曜 21:20-23:00 | アニマックス |
| 第2章 | #05 #06 #07 #08     | 決意         | 柿原優子 広田光毅 鈴木貴昭 綾奈ゆにこ | 沖田宮奈 岩畑剛一 元永慶太郎                     | 松村樹里亜 元永慶太郎                                  | 牧内ももこ、兵渡勝 栗井重紀、興村忠美 小野晃、山内玲奈 近藤優次、松本朋之                                                                             | 渡辺浩二                   | 2016年 2月11日 19:00 19:40  | 2016年 3月12日        | 2016年 9月24日  | 2016年 4月2日          | 2020年 2月4日  | 2017年 2月5日 日曜 01:40-03:20  | アニマックス |
| 第3章 | #09 #10 #11 #12 #13 | 告白         | 柿原優子 広田光毅 鈴木貴昭            | 沖田宮奈 岩畑剛一 元永慶太郎                     | 松村樹里亜 武市直子 きみやしげる 川久保圭史 佐久間貴史 | 磯野智、原田峰文 近藤優次、松本朋之 兵渡勝、興村忠美 小川麻衣、澤田謙治 小野晃、牧内ももこ 高崎美里                                                   | 渡辺浩二                   | 2016年 8月19日 18:00 20:50  | 2016年 9月24日        | 2016年 9月24日  | 2016年 11月2日         | 2020年 2月4日  | 2017年 2月5日 日曜 03:20-05:15  | アニマックス |
| 第4章 | #14 #15 #16 #17     | 喪失         | 柿原優子 綾奈ゆにこ 中西やすひろ      | 岩畑剛一 沖田宮奈 松村樹里亜 元永慶太郎          | 松村樹里亜 武市直子 きみやしげる 元永慶太郎            | 上原史也、原田峰文 近藤優次、松本朋之 沢田犬二、小川麻衣 牧内ももこ、高崎美里 竹内アキラ                                                              | 渡辺浩二                   | 2017年 2月3日 19:00 21:20   | 2017年 2月25日        | 2017年 2月25日  | 2017年 4月4日          | 2020年 2月4日  | 2017年 8月27日 日曜 21:25-23:00 | アニマックス |
| 第5章 | #18 #19 #20 #21     | 共生         | 広田光毅                              | 岩畑剛一 沖田宮奈 松村樹里亜 武市直子 元永慶太郎 | 武市直子 松村樹里亜 佐々木真哉 山口頼房 元永慶太郎     | 磯野智、近藤優次 松本朋之、鳥山冬美 松下清志、原田峰文 関崎高明、小澤円 高崎美里、小川麻衣 千光士海登                                                 | 渡辺浩二                   | 2017年 9月1日 19:00 21:20   | 2017年 9月30日        | 2017年 9月30日  | 2017年 11月2日         | 2020年 2月4日  | 2018年 5月3日 木曜 18:50-20:30  | アニマックス |
| 第6章 | #22 #23 #24 #25 #26 | ぼくらの未来 | 柿原優子                              | 岩端剛一 沖田宮奈 武市直子 元永慶太郎            | 武市直子 松村樹里亜 佐々木真哉 五月女有作 元永慶太郎   | 佐々木政勝、関崎高明 滝川和男、中村真悟 陸田聡志、吉田和香子 櫻井拓郎、柳瀬譲二 石塚みゆき、大塚八愛 小川麻衣、小澤円 千光士海登、山本浩憲 徳田夢之介 | 渡辺浩二                   | 2018年 4月6日 19:00         | 2018年 5月5日         | 2018年 5月5日   | 2018年 6月2日          | 2020年 2月4日  | 2019年 3月31日 日曜 23:10-25:00 | アニマックス |

## アイテム
デジヴァイス
人間の心の特質の力をデジモンに伝え、進化させることができるアイテム。また、デジタルワールドへの道を作り導いたり、闇の力を祓う聖なる力を持っている。芽心のデジヴァイスは画面に黒い鎖のようなものが表示されている。
D-3
タケル、ヒカリ、大輔、京、伊織、賢が『02』で手に入れた新型のデジヴァイス。
紋章
選ばれし子供たちの心の特性を表す。
ディーターミナル
姫川が用意したアイテム。リブートされたデジタルワールドに渡る際に黒いD-3と共に使用。
多機能式ゴーグル
光子郎が発明した現実世界の歪みを発見する特殊なレンズが組み込まれているゴーグル。

## 用語
感染
デジモンが自我を失い凶暴化する状態。感染の原因はメイクーモンと言われており、歪みの発生にも原因がある。
歪み
未知の記数法によって構成されたデータが引き起こす現象および状態。この歪みにより現実世界の機器が正常に機能しなくなっていた。
リブート
デジタルワールドのシステムを再起動し時間を巻き戻すプロせス。感染を防ぐために行われた。リブート後アグモンたちは記憶をすべて失い幼年期に戻っていた。

## 論争
『デジモンアドベンチャー tri. 敗者復活』でダーク・ゲンナイがソラの顔を舐めるシーンは、不快感と不適切さを露呈するとして広く批判されました。特に、英語吹き替え版の公開当時、勢いを増していたMeTooとTime's Up運動の余波と最高潮の時期に公開されたため、多くのファンは一線を越えたと感じました。 2025年のメールによると、ダーク・ジェンナイの英語版声優であるジェフ・ニモイは後に、ロスの制作中にMeTooやTime’s Up運動について知らず、シーンの全体的な文脈を知らずにセリフを録音したこと、そして彼のキャラクターは「性的なものではなく、悪事のためだけに」行動していたと述べた。

## 作中に登場した実在の名所
- 東京湾
- お台場
- お台場海浜公園
- メディアージュ
- レインボーブリッジ
- 羽田空港
- 東京臨海新交通臨海線
- パレットタウン
- パレットタウン大観覧車
- 大江戸温泉物語
- ヴィーナスフォート
- あけみ橋
- 水の広場公園
- 月島駅

## 舞台
超進化ステージ「デジモンアドベンチャー tri. 〜8月1日の冒険〜」の題で、2017年8月5日から13日までZeppブルーシアター六本木にて公演。
操演者
- アグモン - 吉原秀幸
- ガブモン - 大谷誠
- ピヨモン - 美波利奈
- テントモン - 松岡拓弥
- パルモン - わしやみちこ
- ゴマモン - 三宅良
- パタモン - 池田謙信
- テイルモン - 庄野早冴子

## 朗読劇
|   | 作品名                                           | 公演名                      | 公演日        | DVD発売日     | BD発売日      | 舞台監督 | 朗読台本     |
| - | ------------------------------------------------ | --------------------------- | ------------- | ------------- | ------------- | -------- | ------------ |
| 1 | デジモン スペシャルドラマ                        | DIGIMON ADVENTURE FES. 2016 | 2016年7月31日 | 2016年12月2日 | 2016年12月2日 | 清水雅文 | 中西やすひろ |
| 2 | デジモン スペシャルドラマ 夏の超進化のど自慢大会 | DIGIMON ADVENTURE FES. 2017 | 2017年7月30日 | N/A           | N/A           | 清水雅文 | 中西やすひろ |